# Oliver Larraz
Oliver Love Larraz (ur. 16 września 2001 w Denver) – amerykański piłkarz występujący na pozycji środkowego pomocnika, od 2022 roku zawodnik Colorado Rapids.